# Словаччина на Олімпійських іграх
Словаччина, як незалежна держава, вперше взяла участь в Олімпійських іграх 1994 року на зимовій Олімпіаді в Ліллегаммері, і з того часу не пропустила жодної Олімпіади. До 1993 року, словацькі спортсмени виступали на Олімпійських іграх за команду Чехословаччини. 
За час виступу на Олімпійських іграх словацькі спортсмени здобули 24 олімпійські медалі: 8 золотих, 10 срібних та 6 бронзових. Найбільше олімпійських медалей словацькі спортсмени завоювали у змаганнях з веслування на байдарках та каное. 
Національний олімпійський комітет Словаччини був утворений 1992 року і прийнятий до Міжнародного олімпійського комітету в 1993 році.

## Призери Олімпіад

### Літні Олімпіади
| Медаль | Спортсмен                                               | Ігри         | Вид спорту                   | Дисципліна                          |
| ------ | ------------------------------------------------------- | ------------ | ---------------------------- | ----------------------------------- |
| Золото | Міхал Мартікан                                          | 1996 Атланта | Гребля на байдарках та каное | каное-одинаки, чоловіки             |
| Срібло | Славомир Князовіцкій                                    | 1996 Атланта | Гребля на байдарках та каное | каное-одинак , 500м                 |
| Бронза | Йозеф Гьонц                                             | 1996 Атланта | Стрілянина                   | Гвинтівка, 50 м, положення лежачи   |
| Золото | Павол Гохшорнер Петер Гохшорнер                         | 2000 Сідней  | Гребля на байдарках та каное | Каное-двійки, чоловіки              |
| Срібло | Міхал Мартікан                                          | 2000 Сідней  | Гребля на байдарках та каное | каное-одинаки, чоловіки             |
| Срібло | Мартіна Моравцова                                       | 2000 Сідней  | Плавання                     | 100 м, батерфляй, жінки             |
| Срібло | Мартіна Моравцова                                       | 2000 Сідней  | Плавання                     | 200 м, вільний стиль, жінки         |
| Бронза | Юрай Мінчік                                             | 2000 Сідней  | Гребля на байдарках та каное | Каное-одинаки, чоловіки             |
| Золото | Павол Гохшорнер Петер Гохшорнер                         | 2004 Афіни   | Гребля на байдарках та каное | Каное-двійки, чоловіки              |
| Золото | Олена Каліска                                           | 2004 Афіни   | Гребля на байдарках та каное | Байдарки-одинаки, жінки             |
| Срібло | Міхал Мартікан                                          | 2004 Афіни   | Гребля на байдарках та каное | каное-одинаки, чоловіки             |
| Срібло | Йозеф Крнач                                             | 2004 Афіни   | Дзюдо                        | до 66 кг, чоловіки                  |
| Бронза | Юрай Тарр Міхал Рісздорфер Ріхард Рісздорфер Ерік Влчек | 2004 Афіни   | Гребля на байдарках та каное | Байдарки-четвірки, 1000 м, чоловіки |
| Бронза | Йозеф Гьонц                                             | 2004 Афіни   | Стрільба                     | Пневматична гвинтівка, 10 м         |
| Золото | Міхал Мартікан                                          | 2008 Пекін   | Гребля на байдарках та каное | Каное-одинаки, чоловіки             |
| Золото | Олена Каліска                                           | 2008 Пекін   | Гребля на байдарках та каное | Байдарки-одинаки, жінки             |
| Золото | Павол Гохшорнер Петер Гохшорнер                         | 2008 Пекін   | Гребля на байдарках та каное | каное-двійки, чоловіки              |
| Срібло | Зузана Штефечекова                                      | 2008 Пекін   | Стрілянина                   | треп, жінки                         |
| Срібло | Юрай Тарр Міхал Рісздорфер Ріхард Рісздорфер Ерік Влчек | 2008 Пекін   | Гребля на байдарках та каное | Байдарки-четвірки, 1000 м, чоловіки |
| Бронза | Давид Мусульбес                                         | 2008 Пекін   | боротьба                     | до 120 кг, чоловіки                 |

### Зимові Олімпіади
| Медаль | Спортсмен          | Ігри          | Вид спорту  | Дисципліна           |
| ------ | ------------------ | ------------- | ----------- | -------------------- |
| Срібло | Радослав Жидек     | 2006 Турин    | Сноубординг | Сноубордкрос         |
| Золото | Анастасія Кузьміна | 2010 Ванкувер | Біатлон     | Спринт               |
| Срібло | Анастасія Кузьміна | 2010 Ванкувер | Біатлон     | Гонка переслідування |
| Бронза | Павол Гурайт       | 2010 Ванкувер | Біатлон     | Мас-старт            |

## Таблиці медалей

### Медалі на літніх Олімпійських іграх
| Ігри         | Золото | Срібло | Бронза | Загалом |
| 1996 Атланта | 1      | 1      | 1      | 3       |
| 2000 Сідней  | 1      | 3      | 1      | 5       |
| 2004 Афіни   | 2      | 2      | 2      | 6       |
| 2008 Пекін   | 3      | 2      | 1      | 6       |
| Всього       | 7      | 8      | 5      | 20      |

### Медалі на зимових Олімпійських іграх
| Ігри                | Золото | Срібло | Бронза | Загалом |
| 1994 Ліллехаммер    | 0      | 0      | 0      | 0       |
| 1998 Нагано         | 0      | 0      | 0      | 0       |
| 2002 Солт-Лейк-Сіті | 0      | 0      | 0      | 0       |
| 2006 Турин          | 0      | 1      | 0      | 1       |
| 2010 Ванкувер       | 1      | 1      | 1      | 3       |
| Всього              | 1      | 2      | 1      | 4       |

### Медалі з видів спорту
| Вид спорту                       | Золото | Срібло | Бронза | Загалом |
| Веслування на байдарках та каное | 7      | 4      | 2      | 13      |
| Біатлон                          | 1      | 1      | 1      | 3       |
| Плавання                         | 0      | 2      | 0      | 2       |
| Дзюдо                            | 0      | 1      | 0      | 1       |
| Сноубординг                      | 0      | 1      | 0      | 1       |
| Стрільба                         | 0      | 1      | 2      | 3       |
| Боротьба                         | 0      | 0      | 1      | 1       |
| Всього                           | 8      | 10     | 6      | 24      |